# The Power of the Dog
The Power of the Dog és una pel·lícula de drama psicològic del 2021 escrita i dirigida per Jane Campion. Es basa en la novel·la homònima de Thomas Savage (novel·lista) de 1967. La pel·lícula és protagonitzada per Benedict Cumberbatch, Kirsten Dunst, Jesse Plemons i Kodi Smit-McPhee. Rodada majoritàriament a Otago, Nova Zelanda, la pel·lícula és una coproducció internacional entre Nova Zelanda, Grècia, el Regne Unit, els Estats Units i Austràlia. The Power of the Dog cobreix temes com l'amor, el dolor, el ressentiment, la gelosia i la sexualitat.
The Power of the Dog es va estrenar a la 78a Mostra Internacional de Cinema de Venècia el 2 de setembre de 2021, on Campion va guanyar el Lleó de Plata a la millor direcció. La pel·lícula va tenir una estrena limitada a les sales el novembre de 2021, i es va estrenar mundialment a Netflix l'1 de desembre de 2021. The Power of The Dog va rebre l'aclamació universal de la crítica, que va elogiar la direcció i guió de Campion, fotografia, partitura i interpretacions dels quatre protagonistes. Va ser molt considerada com una de les millors pel·lícules del 2021 per múltiples llistes de top ten.
Ha rebut moltes nominacions, incloent-hi 12 nominacions principals als Premis Oscar de 2021, inclòs el de Millor Pel·lícula i Millor Director, i va ser nomenada una de les millors pel·lícules del 2021 pels premis de l'American Film Institute. També va rebre set nominacions als 79è Premis Globus d'Or, guanyant el Millor Pel·lícula - Drama, Millor actor de repartiment - pel·lícula per Smit-McPhee i Millor director per Campion, i 10 nominacions als 27ns Critics' Choice Awards, inclòs Millor pel·lícula.

## Argument
El 1925 Montana, els rics germans propietaris de ranxos Phil i George Burbank es troben amb la vídua i propietària de la posada Rose Gordon durant una recollida de bestiar. El bon cor George es pren ràpidament amb la Rose, mentre que el volàtil Phil, molt influenciat pel seu difunt mentor Bronco Henry, es burla del fill de Rose, Peter, pel seu papissot i les seves maneres efeminades.
George i Rose es casen, i ella es trasllada al ranxo de Burbank i pot utilitzar els diners de George per enviar en Peter a la universitat per estudiar medicina i cirurgia. En Phil no li agrada Rose, creu que es va casar amb George pels seus diners. Les maneres aspres i burletes de Phil la desconcerten. Un vespre, George organitza un sopar amb els seus pares i el governador; George té la intenció de presentar la Rose als seus convidats perquè puguin conèixer-la i escoltar-la tocar el seu nou piano, un instrument que Rose diu que amb prou feines pot tocar. Durant la festa, la Rose, molesta pel menyspreu anterior de Phil de les seves habilitats, és incapaç de tocar més que unes quantes notes de la "marxa Radetzky" i es veu més humiliada quan Phil es burla d'ella sobre la seva pràctica. Comença a beure alcohol, cosa que abans no feia.
Quan en Peter arriba per quedar-se al ranxo a les vacances d'estiu, la Rose s'ha convertit en una alcohòlica. Phil i els seus homes es burlen de Peter, i ell s'aïlla a la seva habitació. Porta a casa un conill que ha agafat, fent les delícies de la seva mare, però ella descobreix més tard que en Peter l'ha matat i l'ha disseccionat. En una clariana aïllada, Phil es masturba amb la bufanda de Bronco Henry. Peter entra a la clariana i troba un dipòsit de revistes amb el nom de Bronco Henry que representen homes nus. Observa en Phil banyant-se en una bassa amb el mocador al coll; Phil se n'adona i el persegueix.
Phil comença a mostrar decència amb en Peter, oferint-li un llaçó de cuir cru i ensenyar-li a muntar un cavall. Pere l'acompanya de bon grat. En Peter surt sol un dia i troba una vaca morta, de la qual li talla trossos de pell. Mentre treballava fent una tanca, Phil es fereix la mà netejant la fusta. Després, en Peter li diu a Phil que va trobar el cos del seu pare alcohòlic, que s'havia penjat, i que va baixar el cadàver tot sol. Esmenta que el seu pare li va dir que no era prou amable, i Phil es burla.
L'alcoholisme de la Rose empitjora després que comença a veure quant de temps passa el seu fill amb Phil. En assabentar-se de la política de Phil de cremar les pells que no necessita per ell, la Rose el desafia donant-les als comerciants locals nadius americans que li ho agraeixen amb un parell de guants. Aleshores s'ensorra pel seu ràpid consum d'alcohol, i George l'atén, llençant una ampolla de bourbon que havia trobat als llençols.
Phil està desanimat per no tenir cap de les pells necessàries per acabar amb el llaç de Peter, i intenta atacar Rose abans de ser aturat per George. En Peter calma en Phil oferint-li la pell que havia tallat a la vaca morta, sense esmentar que l'animal ja estava mort quan es va trobar amb ell. En Phil es commou el gest d'en Peter i li promet que tindran una relació molt millor en el futur. La parella passa la nit al graner acabant la corda, la ferida oberta de Phil i la pell barrejant-se en la solució utilitzada per suavitzar la pell.
Mentre els dos comparteixen un cigarret, Phil li explica a Peter com el Bronco Henry li va salvar la vida estirant-se cos a cos amb ell en un rotoll durant una gelada. Phil no respon quan en Peter li pregunta si estaven nus. Quan Phil no es presenta a esmorzar l'endemà, George el troba malalt al llit, la seva ferida ara està greument infectada. Un Phil delirant busca en Peter per donar-li el llaç acabat, però George s'emporta en Phil al metge abans que Phil pugui lliurar el llaç. Més tard es veu a George escollint un taüt per al seu germà mentre el seu cos està preparat per a l'enterrament.
Al funeral, el metge li diu a George que el més probable és que Phil va morir d'àntrax; això desconcerta a George, ja que Phil sempre tenia cura d'evitar bestiar malalt. Peter, que es va saltar el funeral de Phil, obre un Llibre de pregàries a un passatge sobre ritus d'enterrament i després llegeix el Salm 22:20: "Lliura la meva ànima de l'espasa; la meva estimada del poder del gos". Més tard, posa el seu llaç acabat sota el llit amb les mans enguantades. Mentre en Peter camina pel passadís, s'atura davant d'una finestra i observa George i una Rose ara sòbria tornar a casa i abraçar-se. Es gira i somriu.

## Repartiment
- Benedict Cumberbatch com Phil Burbank
- Kirsten Dunst com Rose Gordon
- Jesse Plemons com George Burbank
- Kodi Smit-McPhee com Peter Gordon
- Thomasin McKenzie com Lola
- Genevieve Lemon com Mrs. Lewis
- Keith Carradine com Governador Edward
- Frances Conroy com anciana Burbank
- Peter Carroll com Old Gent Burbank
- Alison Bruce com esposa del Governador Edward
- Alistair Sewell com Jock
- Cohen Holloway com Bobby
- Sean Keenan com Sven
- Adam Beach com Edward Nappo
- Maeson Stone Skuggedal com fill d'Edward Nappo
- Alice Englert com Buster

## Producció

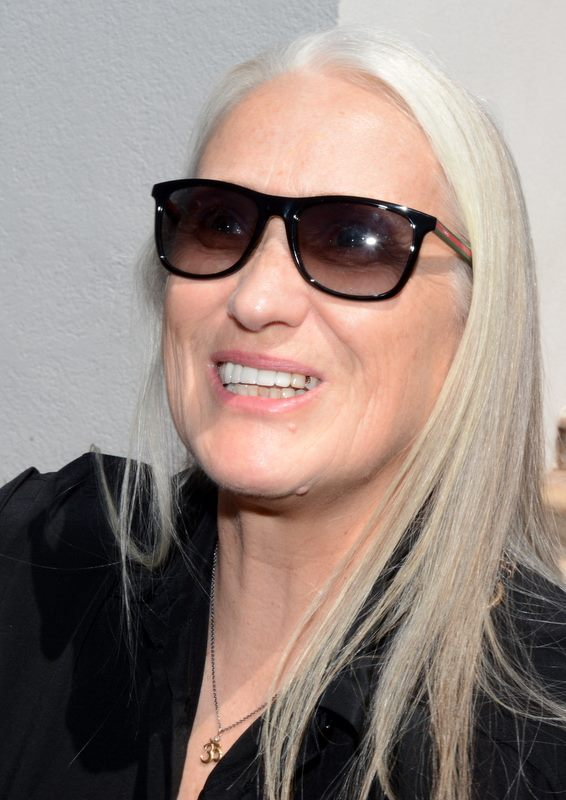
La directora Jane Campion, que va rebre el Lleó de Plata per la seva direcció.

### Antecedents
A principis de 2017, l'escriptora i directora Jane Campion, tot just acabant de rodar la segona temporada de Top of the Lake, va rebre una còpia de la novel·la de Thomas Savage de 1967 The Power of the Dog de la seva madrastra, Judith. Campion va quedar captivada pel llibre i va començar a buscar els seus drets cinematogràfics. Ella i la productora Tanya Seghatchian finalment van obtenir els drets del productor canadenc Roger Frappier després de reunir-se amb ell al 70è Festival Internacional de Cinema de Canes. Segons Campion, la novel·la havia estat seleccionada almenys cinc vegades abans, però mai es va fer. Paul Newman va ser un dels que havien intentat adaptar el llibre.
Mentre treballava en el guió, Campion va mantenir correspondència amb l'autora Annie Proulx, que va escriure l'epíleg d'una edició de 2001 de la novel·la de Savage. Després de completar el seu primer esborrany, Campion va visitar el ranxo de Savage a Montana, es va reunir amb membres de la seva família (l'autor havia mort el 2003) i va consultar amb un expert en Savage de la Universitat de Western Montana a Dillon. Campion no va poder filmar a Montana per problemes de pressupost i va optar per rodar a la seva Nova Zelanda natal. El director de fotografia Ari Wegner i el dissenyador de producció Grant Major finalment van aterrar a un lloc a Central Otago a l'illa del Sud de Nova Zelanda, mesos abans de la data d'inici de la pel·lícula a principis de 2020.

### Desenvolupament i càsting
El maig de 2019 es va anunciar que Campion havia d'escriure i dirigir la pel·lícula amb Benedict Cumberbatch i Elisabeth Moss com a protagonistes. Paul Dano va entrar en negociacions per unir-se a la pel·lícula al setembre. Confirmaria que la protagonitzaria el proper mes, amb Kirsten Dunst en el repartiment substituint Moss. Tanmateix, al novembre, Dano també va abandonar a causa de conflictes de programació amb The Batman. Jesse Plemons, a qui originalment se li va oferir el paper abans que a Dano, va ser elegit per substituir-lo. Al febrer de 2020 Thomasin McKenzie, Kodi Smit-McPhee, Frances Conroy, Keith Carradine, Peter Carroll, i Adam Beach foren confirmats en el repartiment de la pel·lícula.
Campion tenia en ment Cumberbatch per al paper de Phil Burbank. Va cridar l'atenció de Campion per primera vegada al drama de la BBC de 2012-2013 Parade's End. Per preparar-se per al paper, Cumberbatch va investigar l'Expedició de Lewis i Clark i va treballar durant un temps en una ramadera prop del Parc Nacional de les Glaceres a Montana. Va assistir a un camp d'entrenament de tres setmanes per aprendre a muntar a cavall, tirar cordes, castrar toros i tocar el banjo.

### Filmació
El rodatge va començar a Nova Zelanda el gener de 2020 a Maniototo a Central Otago, i també va tenir lloc a la ciutat costanera d'Otago de Dunedin i a la ciutat d'Oamaru. La producció de la pel·lícula es va aturar el març de 2020 a causa de la pandèmia de COVID-19. Després que es van concedir exempcions frontereres pel repartiment i l'equip, la producció es va reprendre el juny de 2020. Totes les escenes interiors de la pel·lícula es van rodar a escenaris de so a Auckland durant les darreres setmanes de rodatge. La fotografia principal va concloure el juliol de 2020. Durant tota la producció Cumberbatch es va mantenir en el personatge, ell i Dunst acordaren no parlar al plató.

### Fotografia
El director de fotografia Ari Wegner va rodar The Power of the Dog usant dues càmeres Arri Alexa LF emparellades amb lents Panavision Ultra Panata, amb una relació d'aspecte 2.40:1. Campion buscava específicament una directora de fotografia que estigués disposada a embarcar-se un any complet de preparatius al seu costat. Va contactar amb Wegner, que havia rodat una campanya publicitària d'ANZ el 2015 amb Campion. Wegner i Campion van fer un guió il·lustrat meticulós per a la pel·lícula, de vegades per separat perquè les dues poguessin comparar-se més tard. Wegner es va basar àmpliament en el treball d'Evelyn Cameron, una fotògrafa anglesa que es va traslladar a Montana prop del tombant del segle xx. Fotografies d'època dels arxius de la revista Time, sèrie documental Ken Burns' The West i les obres dels artistes Andrew Wyeth i Lucian Freud van ser punts de referència addicionals.

### Escenografia
Grant Major va ser responsable del disseny de producció de The Power of the Dog; abans havia treballat amb Campion a la seva pel·lícula An Angel at My Table. En condicions meteorològiques difícils, Grant i el seu equip van construir la façana de la mansió de dos pisos, un graner, un corral de bestiar i corrals al lloc a temps per a l'inici del rodatge. Els interiors de la mansió, construïts més tard en un escenari sonor a Auckland, es van modelar després del Sagamore Hill de Theodore Roosevelt. Els mobles d'època no eren fàcilment disponibles a Nova Zelanda i, com a resultat, la decoradora Amber Richards va obtenir la majoria dels objectes de diverses cases d'accessoris a Los Angeles.

### Música
Campion va reclutar Jonny Greenwood per compondre la partitura de The Power of the Dog. Greenwood volia evitar les "cordes d'escombratge" típiques dels westerns i va optar per utilitzar el so de metall atonal per emfatitzar la naturalesa "aliena i prohibidora" dels paisatges de la pel·lícula. No estava satisfet amb el so del banjo de Phil a la pantalla i, com a alternativa, va començar a tocar el violoncel com un banjo tot sol, utilitzant la mateixa tècnica de picar els dits. El so resultant, segons Greenwood, va ser "una bona confusió" i "un so que reconeixeu, però no és un estil amb el qual estigueu familiaritzats." Com a conseqüència de la pandèmia de COVID-19 i les restriccions vigents, Greenwood no va poder treballar amb una orquestra i havia per gravar ell mateix bona part de les parts del violoncel, superposant-les per aconseguir una textura orquestral.

## Estrena
The Power of the Dog es va estrenar a la 78a Mostra Internacional de Cinema de Venècia el 2 de setembre de 2021 i va tenir projeccions de presentació especial al Festival Internacional de Cinema de Toronto i al Festival de Cinema de Telluride aquell mateix mes. Al final de la seva tirada, la pel·lícula es va projectar en festivals de cinema a Charlottesville, Londres, Middleburg, Mill Valley, Montclair, Nova York (projecció central), San Diego, Sant Sebastià, Savannah, i Zuric. La pel·lícula també es va presentar al 52è Festival Internacional de Cinema de l'Índia al novembre.
La pel·lícula va tenir una estrena limitada a sales d'Austràlia i Nova Zelanda a partir de l'11 de novembre, amb la distribució en cinemes als dos països a càrrec de Transmission Films. Va començar una estrena limitada als Estats Units i al Regne Unit el 17 de novembre de 2021. Va ser llançat mundialment per Netflix l'1 de desembre de 2021. Més tard també es va estrenar un documental entre bastidors anomenat Behind the Scenes with Jane Campion per Netflix a tot el món el 27 de gener de 2022.

## Recepció

### Taquilla
Tot i que Netflix no informa de la recaptació a taquilla de les seves pel·lícules, IndieWire va calcular que la pel·lícula va guanyar 125.000 dòlars en 40 sales el cap de setmana d'obertura i un total de 160.000 dòlars durant els seus primers cinc dies.

### Visualització pel públic
Durant els seus primers cinc dies de llançament digital l'han reproduït 1,2 milions de llars dels Estats Units, 92.000 llars del Regne Unit, 37.000 llars alemanyes i 16.000 australianes.

### Resposta crítica
Al lloc web de l'agregador de ressenyes Rotten Tomatoes, la pel·lícula té una puntuació d'aprovació del 93% basada en 321 crítiques, amb una puntuació mitjana de 8,40/10. El consens dels crítics del lloc diu: "Dut a la vida per un conjunt estel·lar liderat per Benedict Cumberbatch, The Power of the Dog reafirma la guionista i directora Jane Campion com una de les millors cineastes de la seva generació". Segons Metacritic, que va assignar una puntuació mitjana ponderada de 89 sobre 100 basat en 58 crítics, la pel·lícula va rebre "aclamació universal".
En una ressenya de la pel·lícula per a The Hollywood Reporter, David Rooney va escriure: "Aquesta és una pel·lícula exquisidament elaborada, els seus ritmes sense pressa canvien contínuament com a notes planes de malenconia, solitud, turment, gelosia i ressentiment. Campion té un control total del seu material, aprofundint en la turbulenta vida interior de cadascun dels seus personatges amb una subtilesa infal·lible." Per contra, Owen Gleiberman de Variety va escriure: "Tot això hauria de construir, lentament i inexorablement, amb força i emoció. Però per a una pel·lícula que, en el fons, és bastant ordenada i a l'estil antic en la seva habilitat triangular, necessitava arribar a una catarsi més contundent. En el seu darrer acte crucial, la pel·lícula es torna massa obliqua."
Metacritic informava que The Power of the Dog va aparèixer a les llistes de més de 118 crítics de cinema pel 2021, la majoria de les pel·lícules d'aquell any. La pel·lícula va ocupar el primer lloc en 31 llistes i el segon en 23 llistes.

### Premis
The Power of the Dog es va convertir en la primera pel·lícula dirigida per una dona que va rebre més de deu nominacions a l'Oscar, i Campion es va convertir en la primera dona a rebre més d'una nominació a l'Oscar com a millor director, la primera va ser per El piano.